# The Challenge
 The Challenge és una pel·lícula estatunidenca dirigida per John Frankenheimer i estrenada el 1982.

## Argument
A Rick, un antic boxejador, els fills de Toru Yoshida li encarreguen de recuperar a Los Angeles una de les dues espases ancestrals lliurades pel vell cap del clan al seu fill gran, i retrobada, trenta-cinc més tard, després del robatori comès pel germà segon de Toru, Hideo.

## Repartiment
- Scott Glenn: Rick
- Toshiro Mifune: Toru Yoshida
- Donna Kei Benz: Akiko Yoshida
- Atsuo Nakamura: Hideo Yoshida
- Calvin Jung: Ando
- Clyde Kusatsu: Go
- Sab Shimono: Toshio Yoshida